# Supplément au diplôme
Le supplément au diplôme est un document développé dans le cadre du processus de Bologne et est destiné à faciliter la compréhension des études accomplies. Il ne contient pas de jugement de valeur. Il est délivré par les établissements nationaux selon un modèle élaboré conjointement par un groupe de travail réunissant la Commission européenne, le Conseil de l'Europe et l'UNESCO.
Le supplément au diplôme se compose de huit parties :
- Informations sur le titulaire,
- Informations sur le diplôme,
- Informations sur le niveau de qualification,
- Informations sur le contenu et les résultats obtenus,
- Informations sur la fonction de la qualification,
- Informations complémentaires,
- Certification du supplément,
- Informations sur le système national d’enseignement supérieur.

En janvier 2005, le supplément de diplôme a été rattaché au dispositif Europass, « cadre communautaire unique pour la transparence des qualifications et des compétences » en Europe.